# Schwarzenbachkapelle
Die Schwarzenbachkapelle, auch Frank’nkapelle genannt, liegt in der oberpfälzischen Stadt Pleystein in der Nähe des Schwarzenbachs. Sie gehört zur Pfarrei Pleystein.

## Geschichte
1732 ließ Georg Berthold, Weißgerber von Pleystein, zusammen mit seinen Schwestern Anna und Eva, auf seinem Grund dieser Kapelle errichten. Die Kapelle wurde am 31. Mai 1787 an den Schreinermeister Sigmund Frank verkauft. Dieser hat noch im gleichen Jahr die Kapelle renovieren lassen. Das Bild der Krönung Mariens besitzt seitdem in einer ovalen Kartusche die Inschrift, „Zu Ehren der Allerheiligsten Dreifaltigkeit und der Seligen Mutter Gottes hab ich Sigmund Frank, Bürger und Schreinermeister in Pleystein diese Kapellen und Gemell renovieren lassen, 1787“. Die Kapelle blieb bis in das 20. Jahrhundert im Besitz der Familie Frank, jetzt aber ist sie im Besitz der Familie Walbrunn.

## Baulichkeit
Die Kapelle ist ein schlichter Satteldachbau über einem rechteckigen Grundriss. Der Bau hat die Ausmaße von 3 auf 3,65 m.

## Innenausstattung
Der Innenraum ist mit einem Ziegelboden und einer Kassettendecke ausgestattet. Rechts des Eingangs steht ein granitener Opferstock mit Eisenbeschlägen und der Jahreszahl „1814“. Der Raum war mit vier Bildern ausgestattet (Vierzehn Nothelfer, Mariä Krönung, Taufe Jesu sowie ein Ölbild von 1811, welches die Heilige Sippe  darstellt). An einer Wand ist ein Kreuz mit einem Rosenkranz angebracht.